# Cathorops steindachneri
Cathorops steindachneri е вид лъчеперка от семейство Ariidae.

## Разпространение и местообитание
Видът е разпространен в Еквадор, Колумбия, Коста Рика, Панама и Перу.
Среща се на дълбочина от 0,1 до 18 m.

## Описание
На дължина достигат до 36 cm.